# Legió II Adiutrix Pia Fidelis

Mapa de l'imperi romà l'any 125 dC, sota l'emperador Hadrià, que mostra la Legio II Adiutrix, estacionada al riu Danubi a Aquíncum (Budapest, Hongria), a la província de Pannonia Inferior, des de l'any 106 dC fins almenys l'any 269

La legió II Adiutrix Pia Fidelis va ser una legió romana reclutada per Vespasià l'any 70, a partir de la infanteria de marina estacionada a Ravenna. Es tenen registres d'aquesta legió fins al començament del segle iv, quan estava aquarterada a la frontera del Rin. Els seus emblemes eren un capricorn i un pegàs.
La primera destinació de la II Adiutrix Pia Fidelis fou la Germania Inferior, amb l'objectiu d'ajudar en l'esclafament de la Revolta dels Bataus. Després d'aquestes campanyes la legió es va desplaçar a Britànnia amb el general Quint Petil·li Cerial, per sufocar una altra revolta. Durant els anys següents la legió romangué a Britànnia, probablement a Deva Victrix, actualment Chester. L'any 87 la legió va tornar al continent per lluitar a les guerres dàcies de Domicià. Entre el 94 i el 95 el futur emperador Hadrià va servir com a tribú militar de la II Adiutrix Pia Fidelis.
Després de les guerres dàcies de Trajà dels anys 101 al 106 la legió es va aquarterar a Aquíncum (actual Budapest), on hi va ser durant molts anys. Així i tot, se sap que la legió o diversos dels seus destacaments (vexillationes) van participar en diverses campanyes.